# Skjoldungen
Skjoldungen (grönländisch Saqqisikuik „das richtige kaputte Kajak“ [ˈt͡sɑqːiˌsiɣui(k)]) ist eine grönländische Insel im Distrikt Ammassalik in der Kommuneqarfik Sermersooq.

## Geografie

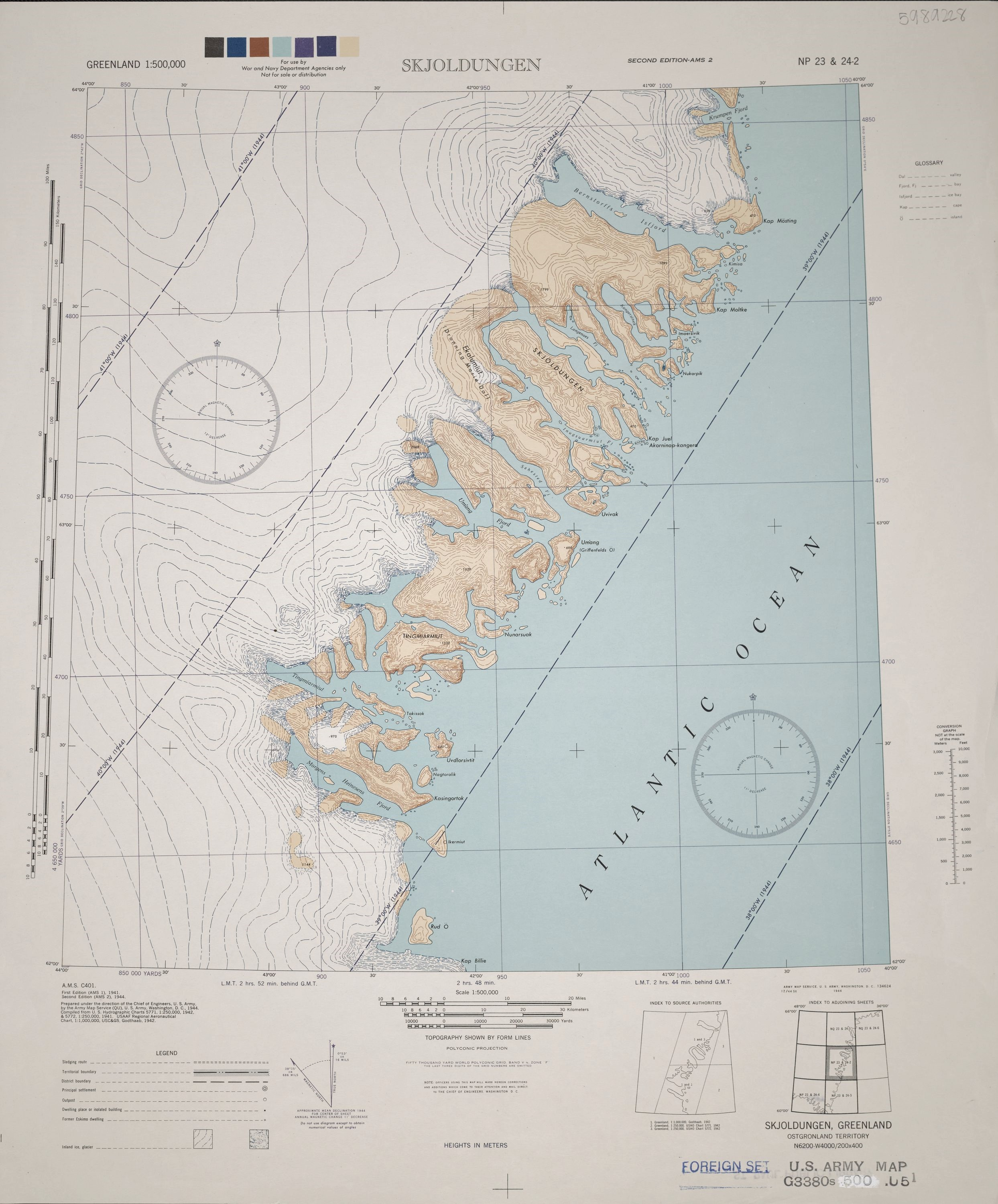
Karte von Südostgrönland aus dem Jahr 1944 mit Skjoldungen in der oberen Bildmitte

Skjoldungen ist vom grönländischen Festland durch den Iittuarmiit (Sønder Skjoldungesund) im Westen, den Qimutuluittiip Kangertiva (Nordre Skjoldungesund) im Osten und den Pulaqqaviip Ikaasaa (Mørkesund) im Norden getrennt. Die unbewohnte, bergige Insel ist etwa 49 km lang und 14 km breit. Ihre höchste Erhebung ist mit 1738 m der Berg Miialeqaaq (Pandebrasken) im Nordwesten.

## Geschichte
Die Insel wurde 1829 von Wilhelm August Graah nach dem völkerwanderungszeitlichen dänischen Herrschergeschlecht der Skioldinger benannt. 1938 wurden 150 Tunumiit aus dem immer stärker wachsenden Ammassalik überredet, auf Skjoldungen zu siedeln. Es bildeten sich vier Siedlungen in der Region, die sich nicht alle auf der Insel befanden: Akerninnaq, Iittuarmiit, Oqqua und Pulaqqavik. 1952 wurde ein Depot für die Versorgung der Bevölkerung angelegt. 1960 wurde Skjoldungen zum Udsted ernannt. Zu dieser Zeit lebten rund 100 Personen in dem Gebiet. Knapp 50 waren im selben Jahr nordwärts nach Umiivik und Pikiittit ausgewandert. Wegen der schlechten Fangmöglichkeiten stellte sich die Region als nicht profitabel genug heraus und bereits 1964/65 wurde Skjoldungen wieder verlassen und die Bewohner kehrten in das Gebiet um Ammassalik zurück.

## Söhne und Töchter
- Orto Ignatiussen (1959–2019), Schauspieler und Theaterregisseur